# Marthe Wandou
Marthe Wandou (nascuda a Kaélé, Camerun, el 15 d'octubre de 1963) és una advocada camerunesa i activista pels drets de les dones.
La seva família va donar suport a l'educació femenina i va ser una de les primeres dones de Kaélé a matricular-se a la universitat. Va obtenir una llicenciatura en dret privat a la Universitat de Yaoundé i un màster en gestió de projectes a la Universitat Catòlica de l'Àfrica Central. També va fer estudis de gènere a la Universitat d'Anvers.
El 1998, Wandou va fundar Action Locale pour un Développement Participatif et Autogéré (ALDEPA) per oferir educació a les noies del Camerun i prevenir la violència contra les dones. És defensora del suport psicosocial a les víctimes de violència sexual i segrest i ofereix suport legal a les víctimes de violència de gènere. També dona suport a les dones, nenes i nens que han estat víctimes de Boko Haram, oferint-los suport, cures, mitjans i assistència legal, i treballant per fer-los adquirir autonomia, mantenir obertes les escoles i canviar la percepció social d'una violència infringida sobre les dones que ha estat permanent.

## Reconeixement
Wandou va ser guardonada al 2021 amb el Right Livelihood Award, també conegut com a Premi Nobel Alternatiu, convertint-se en el primer camerunès o camerunesa a rebre'l. L'organització la va descriure com «una de les veus líders per a la protecció de les nenes i les dones de la regió».